# Monchecourt
 Monchecourt là một xã ở trong tỉnh Nord ở miền bắc nước Pháp. Xã này có diện tích 6,77 km², dân số năm 1999 là 2900 người. Xã nằm ở khu vực có độ cao trung bình 58 mét trên mực nước biển.